# Silnice II/508
Silnice II/508 je necelých 9 km dlouhá silnice II. třídy v trase: Mirošovice (odpojení od silnice I/3) – přejezd nad dálnicí D1 – Mnichovice – Struhařov (napojení na silnici II/113).
V Mnichovicích se připojuje silnice II/335.

## Vodstvo na trase
Za přejezdem dálnice vede okolo Hubačovského rybníka